# خرتو حاجي إسماعيل
خرتو حاجي إسماعيل هو أحد البابا شيوخ للطائفة اليزيدية في العراق والعالم، ويعني المكلف بالشؤون الدينية لليزيدية في حين الشؤون الدنيوية تبقى حصرا للأمير ويكون من سلالة الشيخ فخر الدين بن عدي ويعيش في منطقة عين سفني (أو شيخان) حيث يشرف على معبد لالش المتواجد هناك.